# Ixodes scapularis
Ixodes scapularis är en fästingart som beskrevs av Thomas Say 1821. Ixodes scapularis ingår i släktet Ixodes och familjen hårda fästingar. Inga underarter finns listade i Catalogue of Life.